# Mirosław Mossakowski

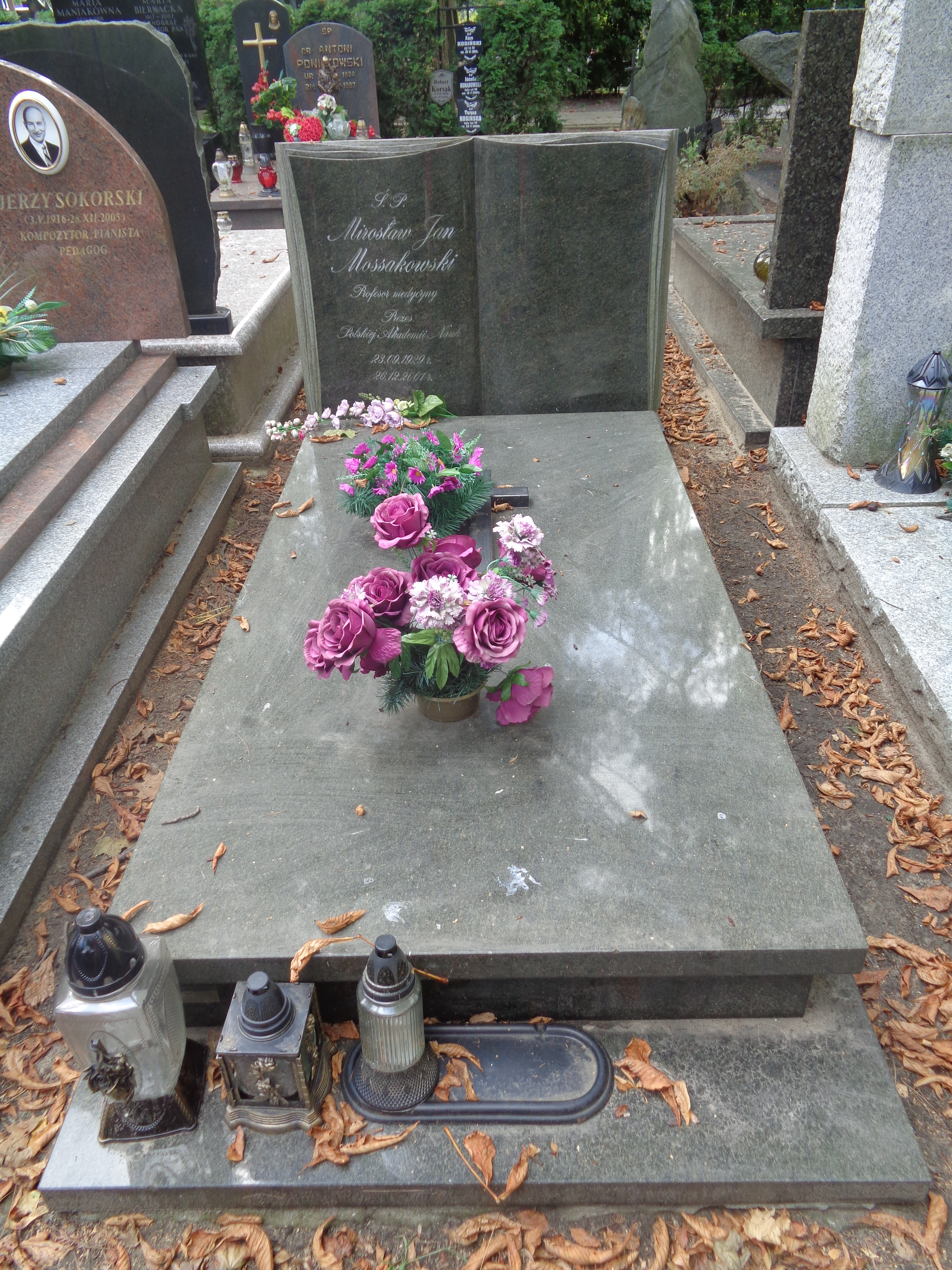
Grób Mirosława Mossakowskiego na Cmentarzu Wojskowym na Powązkach

Mirosław Jan Mossakowski (ur. 23 września 1929 w Berezie Kartuskiej, zm. 26 grudnia 2001) – polski lekarz neurolog i neuropatolog, prezes Polskiej Akademii Nauk (1999–2001), autor ponad 200 prac naukowych, autor i współautor wielu monografii i podręczników, I sekretarz Komisji Zakładowej PZPR przy PAN.

## Życiorys
Uczęszczał do szkoły powszechnej w Berezie Kartuskiej, potem do szkoły podstawowej w Prużanie, następnie uczył się w gimnazjach w Ciechanowcu i Lipnie. Ukończył studia medyczne na Wydziale Lekarskim Akademii Medycznej w Gdańsku. Od 1954 na studiach aspiranckich w Zakładzie Histopatologii Układu Nerwowego PAN w Warszawie, gdzie był uczniem Adama Opalskiego. W 1958 roku uzyskał specjalizację I stopnia z neurologii, w 1961 specjalizację II stopnia. W roku 1959-1960 na stażu z neuropatologii klinicznej w Montrealu, u Wildera Penfielda i Jerzego Olszewskiego. W 1960 otrzymał tytuł doktora nauk medycznych, w 1966 habilitował się. W latach 1966–1967 odbył kolejny staż, tym razem z neuropatologii doświadczalnej, w Bethesdzie u Igora Klatzo. Twórca (w 1967) i wieloletni kierownik Zespołu Neuropatologii Centrum Medycyny Doświadczalnej i Klinicznej PAN w Warszawie, od 1975 dyrektor CMDiK. Od 1953 członek PZPR. Autor ponad 180 prac naukowych.
Członek American Association of Neuropathologists (od 1960), International Society of Neuropathology (od 1967, w latach 1976-1980 wiceprezydent), członek honorowy Polskiego Towarzystwa Patologów, członek honorowy Stowarzyszenia Neuropatologów Polskich, członek zwyczajny Towarzystwa Naukowego Warszawskiego. Doktor honoris causa Uniwersytetu Jagiellońskiego i Akademii Medycznych w Gdańsku, Białymstoku oraz Lublinie.
Zmarł w grudniu 2001, po wielomiesięcznej chorobie. Pochowany jest na Wojskowych Powązkach (kwatera A3 tuje-1-6).

## Wybrane prace
- Podstawy neuropatologii. 1981
- Guzy układu nerwowego. Zakład Narodowy im. Ossolińskich, 1997 ISBN 83-04-04366-1

## Odznaczenia[3]
- Krzyż Komandorski Orderu Odrodzenia Polski
- Krzyż Oficerski Orderu Odrodzenia Polski
- Krzyż Kawalerski Orderu Odrodzenia Polski
- Medal 30-lecia Polski Ludowej
- Medal 40-lecia Polski Ludowej
- Order Przyjaźni (2001, Rosja)[4]